# Megasoma thersites
Megasoma thersites är en skalbaggsart som beskrevs av Leconte 1861. Megasoma thersites ingår i släktet Megasoma och familjen Dynastidae. Inga underarter finns listade i Catalogue of Life.